# James H. Nicholson
James Harvey Nicholson (* 14. September 1916 in Seattle, Vereinigte Staaten; † 10. Dezember 1972 in Los Angeles, Kalifornien) war ein US-amerikanischer Filmproduzent und Herstellungsleiter.

## Leben
Science-Fiction-Fan Nicholson war schon als Teenager filmbegeistert und entwickelte vor allem für den B-Film eine große Liebe. Gemeinsam mit einem Freund gab er sogar ein eigenes Filmmagazin für Fans heraus. Er besuchte die Polytechnic High School in San Francisco. Als junger Erwachsener blieb er seinem großen Hobby treu und fand zunächst 1933 Beschäftigung am El Rey Theatre, einem Kino in San Francisco. Mit 18 Jahren war er Filmvorführer und Besitzer eines eigenen Lichtspieltheaters. 1937 wirkte er auch als Radiosprecher. Nicholson leitete später weitere Säle, darunter Wiederaufführungskinos in Los Angeles. Anschließend stellte die auf Wiederaufführungen spezialisierte Filmgesellschaft Realart Pictures Inc. Nicholson ein und ließ ihn Werbeideen für ebensolche Filme konzipieren. In den frühen 1950er Jahren lernte Nicholson den Rechtsanwalt Samuel Z. Arkoff kennen. Beide freundeten sich an und gründeten 1954 unter dem Namen American Releasing Corporation einen gemeinsamen Filmverleih, den sie bald darauf in American International Pictures (AIP) umbenannten.
Mit dieser Firma ging das sich perfekt ergänzende Gespann – Nicholson kümmerte sich um die filmischen und künstlerischen Belange während Arkoff die geschäftlichen Dinge regelte – schließlich in die Filmproduktion. Nicholson und Arkoff galten mit ihrem Output rasch als „Könige des Low-Budget-Films“; ihr Hauptaugenmerk richtete sich auf schnell und kostengünstig herzustellende B-Movies mit hohem Trash-Faktor und einiger Erfolgsgarantie, die Zielgruppe war das anspruchsarme und zumeist jugendliche Publikum. Die AIP-Produktionspalette wies rund zwei Jahrzehnte Sex-and-Crime-Geschichten ebenso wie Horrorfilme, Science-Fiction-Storys ebenso wie Kriegsdramen auf. Komödien waren eher selten darunter.
Sehr oft zeichneten beide Männer als Herstellungsleiter (sog. executive producers) verantwortlich, während die eigentliche Produzentennennung an andere ging. In den Jahren 1960 bis 1964 beteiligten sich Arkoff und Nicholson auch an der Herstellung von Roger Cormans ambitionierten Edgar-Allan-Poe-Verfilmungen. Corman galt als der wichtigste kreative AIP-Mitarbeiter, ehe er sich 1970 aus der Firma verabschiedete, nachdem Arkoff Cormans Film GAS-S-S-S gegen dessen Willen umschneiden ließ. Ein Jahr später verließ auch James Nicholson die Firma. Dessen letzter noch zu seinen Lebzeiten fertig gestellter Film war die britische Horrorgeschichte Tanz der Totenköpfe.
Nicholson starb an einem Gehirntumor in der Vorbereitungsphase des Peter-Fonda-Films Kesse Mary – irrer Larry, zu dem er auch die Storyvorlage lieferte. Mit seiner Frau, der Schauspielerin Susan Hart (* 1941), hatte er drei Töchter. Seine durch eigene Hand Anfang 2018 umgekommene Enkelin Jill Messick (1967–2018) hatte den Beruf des Großvaters ergriffen und Filme produziert.

## Filmografie
- 1956: Einer schoss schneller (The Oklahoma Woman)
- 1956: Shake, Rattle & Rock!
- 1957: Invasion of the Saucer Men
- 1957: Lederjacken rechnen ab (Motorcycle Gang)
- 1957: Mannstoll und gefährlich (Reform School Girls)
- 1957: Aufruhr m Mädchenwohnheim (Sorority Girl)
- 1957: Der Koloß (The Amazing Colossal Man)
- 1958: Die Höllenkatze (The Bonnie Parker Story)
- 1958: Gigant des Grauens (War of the Colossal Beast)
- 1958: Kampfgeschwader Totenkopf  (Jet Attack)
- 1958: Der Satan mit den tausend Masken (How to Take a Monster)
- 1958: Die Rache der schwarzen Spinne (Earth vs. the Spider)
- 1958: Der Fallschirmjäger (Paratroop Command)
- 1959: Panzerkommando (Tank Commandos)
- 1959: Das Vermächtnis des Prof. Bondi (A Bucket of Blood)
- 1960: Die Stunde, wenn Dracula kommt (La Maschera del demonio) (nur US-Version)
- 1960: Die Verfluchten (House of Usher)
- 1960: Robur, der Herr der sieben Kontinente (Master of the World)
- 1961: Das Pendel des Todes (Pit and the Pendulum)
- 1961: Der grauenvolle Mr. X (Tales of Terror)
- 1961: Lebendig begraben (Premature Burial)
- 1961: Journey to the Seventh Planet
- 1962: Panik im Jahre Null (Panic in the Year Zero)
- 1962: Der Zorn des Achilles (L’ira di Achille)
- 1962: Der Rabe – Duell der Zauberer (The Raven)
- 1963: Sprengkommando Ledernacken (Operation Bikini)
- 1963: Die Folterkammer des Hexenjägers (The Haunted Palace)
- 1963: Der Mann mit den Röntgenaugen (The Man With The X-Ray Eyes)
- 1963: Ruhe Sanft GmbH (The Comedy of Terrors)
- 1964: Pyjama-Party (Pajama Party)
- 1964: Bikini Beach
- 1964: Das Grab der Lygeia (The Tomb of Ligeia)
- 1965: Das Grauen auf Schloß Witley (Die, Monster, Die!)
- 1965: Dr. Goldfoot und seine Bikini-Maschine (Dr. Goldfoot and the Bikini Machine)
- 1965: Planet der Vampire (Terrore nello spazio)
- 1965: Frankenstein – Der Schrecken mit dem Affengesicht (Furankenshutain tai chitei kaijû Baragon) (nur US-Version)
- 1966: Erbschaft um Mitternacht (The Ghost in the Invisible Bikini)
- 1966: Morgen holt euch der Teufel (Fireball 500)
- 1967: Rebellen in Lederjacken (Devil‘s Angels)
- 1967: Wild in den Straßen (Wild in the Streets)
- 1968: Die grausamen Sieben (The Savage Seven)
- 1968: Auf welcher Seite willst Du liegen, Liebling ? (Three in the Attic)
- 1969: Das ausschweifende Leben des Marquis de Sade (De Sade)
- 1969: Voodoo Child (The Dunwich Horror)
- 1969: Bloody Mama
- 1970: Der Nacktstar (Up in the Cellar)
- 1970: Sturmhöhe (Wuthering Heights)
- 1971: Mord in der Rue Morgue (Murders in the Rue Morgue)
- 1971: Wer hat Tante Ruth angezündet? (Whoever Slew Auntie Roo?)
- 1971: Das Schreckenskabinett des Dr. Phibes (The Abominable Dr. Phibes)
- 1971: Bunny und Bill (Bunny O’Hare)
- 1972: Die Faust der Rebellen (Boxcar Bertha)
- 1972: Frogs (Frogs)
- 1972: Die Rückkehr des Dr. Phibes (Dr. Phibes Rises Again)
- 1972: Blacula (Blacula)
- 1972: Rollerfieber (The Unholy Rollers)
- 1972: Deathmaster
- 1972: Tanz der Totenköpfe (Legend of the Hell House)